# Mastic (couleur)
Pour les articles homonymes, voir Mastic.

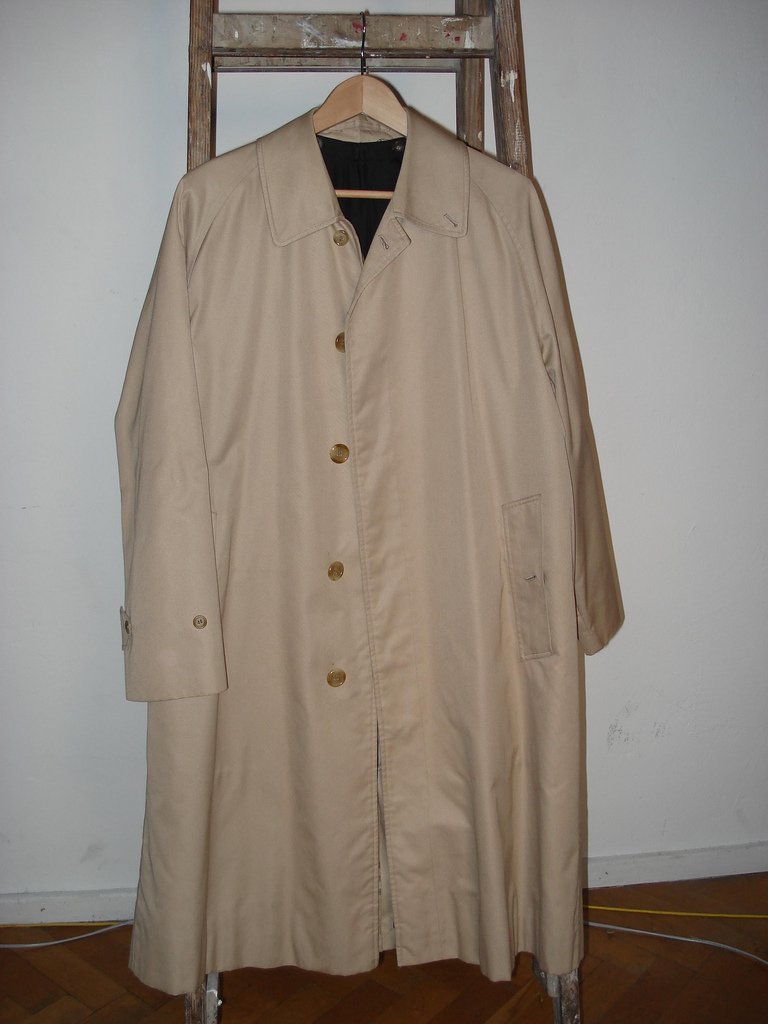
Trench-coat couleur mastic.

Mastic est un nom de couleur qui désigne une nuance de beige d'après la couleur du mastic de vitrier, mélange d'argile et d'huile de lin. Ce terme abrège l'expression couleur mastic, surtout en habillement et textile.

## Nuanciers
En peinture pour la décoration, on trouve mastic, mastic.
Pour un marchand de couleurs pour artistes britannique, 0618 mastic est un rose grisâtre.

## Histoire
Le kaki clair des trench-coats de l'armée britanniques de la première Guerre mondiale, porté par les civils et illustré par les détectives du cinéma, a été appelé par la suite imper mastic.

« il a interpellé un jeune homme vêtu d'un imperméable mastic »

— Le Rappel, 1925.

« ... complétez votre trousseau d'automne et d'hiver par un « trench coat » mastic »

— La femme de France, 1927.

« Salah ben Rabah a troqué son burnous pour un complet de la « Belle Jardinière ». Il porte des gants, se coiffe d'un béret et se couvre d'un trench-coat mastic »

— L'Africain, 1931.
Le terme mastic est cependant en usage depuis plus longtemps. Le Répertoire de couleurs de la Société des chrysanthémistes, de 1905, propose quatre tons de Mastic entre Pitchpin et Pierre pour la nuance et entre Chamois et Bleu de cobalt pour la force du ton. Le Répertoire indique que la couleur du mastic est celle du mastic de vitrier.

« Les couleurs du jour sont Le mastic, le gris de fer, le havane … »

— Le Petit Parisien, 1 novembre 1878.
Pour les références les plus anciennes, il est plus difficile de savoir si la couleur à laquelle on se réfère est celle du « gris mastic » de vitrier (attesté en 1847), ou celle du « jaune mastic », qui pourrait être celui de la gomme naturelle (attesté 1854). On trouve « couleur mastic » dès 1835.